# اس‌ام یوبی-۱۲
اس‌ام یوبی-۱۲ (به انگلیسی: SM UB-12) یک زیردریایی بود که طول آن ۹۱ فوت ۶ اینچ (۲۷٫۸۹ متر) بود. این زیردریایی در سال ۱۹۱۵ ساخته شد.